# Samantha Bee
Samantha Bee, född 25 oktober 1969 i Toronto i Ontario, är en kanadensisk-amerikansk skådespelare, komiker och författare.
Mellan 2003 och 2015 var Samtha Bee korrespondent i The Daily Show. År 2012 gick hon om Stephen Colbert som den korrespondent som medverkat i programmet längst. Efter att hon slutat på The Daily Show fick hon sitt eget program Full Frontal with Samantha Bee på TV-kanalen TBS.
Hon har även gjort roller i filmer som Whatever Works (2009) och Varning för vilda djur (2010) och serierna Bounty Hunters  och Good God. År 2010 gavs Bees bok I Know I Am, But What Are You? ut. År 2017 listades hon av Time 100 som en av världens mest inflytelserika personer.
2001 gifte hon sig med Jason Jones som även han medverkat i The Daily Show. Paret har tre barn tillsammans..
Sedan 2014 har Bee också amerikanskt medborgarskap.